# 宇文阿头
宇文阿头，宇文系次子、宇文韜之弟。北周虞国公宇文仲之父，宇文兴之祖父。